# Катарино Венециано

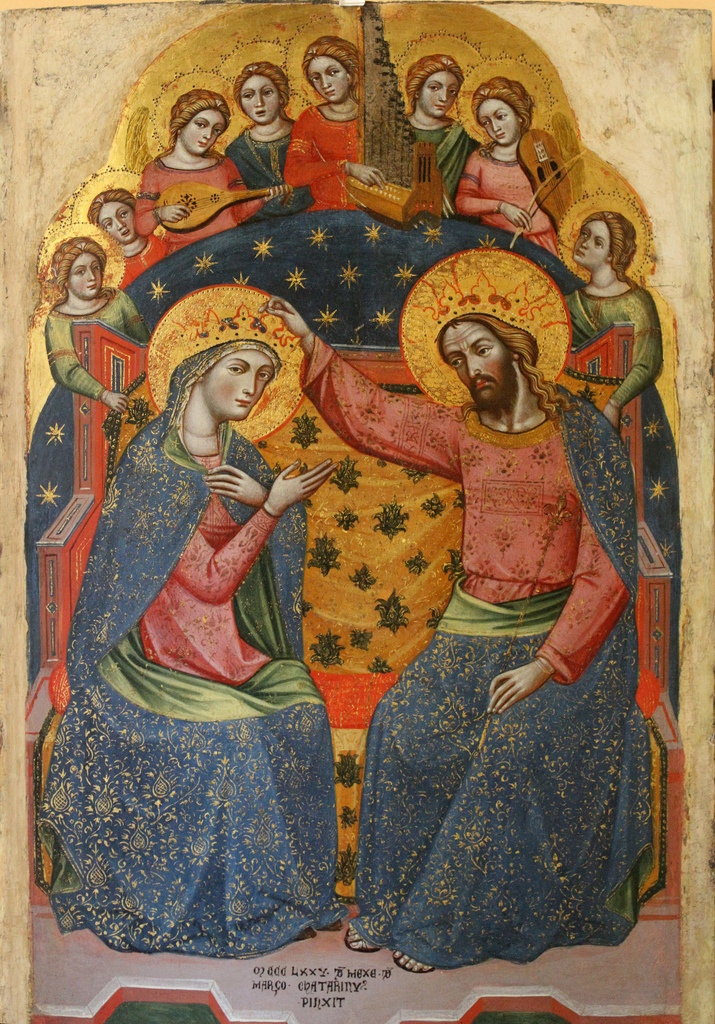
Коронование Марии. 1375. Галерея Академии, Венеция.

Катарино ди Марко да Венеция (также Катарино, Катарино Венециано, Катерино; итал. Catarino di Marco da Venezia; Catarino Veneziano; работал во второй половине XIV века) — итальянский живописец.

## Биография
Даты рождения и смерти художника неизвестны, сведения о нём крайне скудны. Имя Катарино впервые упоминается в документе от 1362 года. В 1367 году вместе с мастером Донато он получил 100 дукатов за работы в венецианской церкви Сант Аньезе; в документе речь идёт о большом расписном кресте, который нынче утрачен. В 1372 году Катарино написал «Коронование Марии» (на нём есть дата и подпись; произведение находится в галерее Кверини Стампалья, Венеция). В 1374 году создавал большой алтарь для венецианской церкви Сан Джорджо (утрачен). В 1375 году написал ещё одно «Коронование Марии» (Галерея Академии, Венеция). В 1386 году Катарино вместе с Донато и Пьетро ди Никколо выполнял заказы монастыря св. Платона в Задаре: большое Распятие и два алтаря. В 1390 году его имя упомянуто в последний раз: документ из Тревизо сообщает, что Катарино, живущий в Венеции возле ц. Св. Луки, был занят починкой (то есть реставрацией) креста в церкви Санта Мария Маджоре в Тревизо.
Исследователи полагают, что искусству он обучался на произведениях крупнейшего венецианского художника XIV века Паоло Венециано. В работах Катарино видно сильное византийское влияние, характерное для творчества Мастера Паоло. Вместе со своими коллегами — Донато и Стефано ди Сант Аньезе — Катарино продолжал использовать художественную формулу, выработанную его предшественником: статичные, иератически торжественные фигуры святых, богато декорированные яркой темперой и золотом. Сохранившиеся образцы работ показывают, что основанный на традиции язык его живописи не имел значительной художественной эволюции. В некоторых работах исследователи усматривают влияние Лоренцо Венециано и Джованни да Болонья. Большинство подписанных или приписываемых художнику произведений не имеют даты создания, поэтому попытки реконструкции его творчества носят гипотетический характер. Один из крупнейших знатоков старинной венецианской живописи Родольфо Паллуккини создал приблизительную хронологию творчества Катарино, расположив его работы в определённом порядке, однако его утверждения были частично оспорены. Особенную трудность в этом отношении представляют приписываемые Катарино «Мадонны с младенцем».

## Произведения
Судя по документам, Катарино неоднократно выполнял совместные работы с мастером Донато, однако большинство из них не дошло до наших дней. Единственное сохранившееся совместное произведение — икона «Коронование Марии» (137×77 см) из галереи Кверини Стампалья, Венеция. Эта икона, а также расписной крест (ныне утрачен), на котором стояли их подписи, ранее принадлежали венецианской церкви Сант Аньезе.
На иконе изображена торжественная сцена коронования Богородицы в окружении множества музицирующих ангелов. Золотой фон и небесная сфера с золотыми звёздами символизируют вневременность и иномирность происходящего. Одежды Христа и Марии также богато декорированы золотом, создающим яркий визуальный эффект. В 1907 году итальянский искусствовед Лионелло Вентури определил, что в исполнении иконы видно две разных руки. Учёный выдвинул гипотезу, что в произведении преобладает рука мастера Донато, и эта гипотеза в целом была принята всей позднейшей критикой. Основанием для такого вывода послужило то, что на иконе, как и в сохранившихся документах, имя Донато всегда стоит впереди; это было понято исследователями как свидетельство ведущей роли Донато в творческом дуэте. Родольфо Паллуккини считает, что Катарино был подмастерьем и учеником Донато. На произведении возле подножия трона есть надпись MCCCLXXII/ MXE AUGUSTI DONATUS.CAT/ARINUS. PICXIT (август 1372 г. написали Донато и Катарино).
Более ранним вариантом «Коронования Марии» является икона из Эрмитажа, которую приписывают Катарино и датируют 1360-ми годами (120×75 см). В ней видна сильная зависимость от искусства Паоло Венециано, а ангелы, в отличие от более поздних работ Катарино, имеют совсем византийский вид. Другое произведение на эту тему — маленькая икона из коллекции Лингенаубера, Монако (27,8×13,7 см), приписывается кисти Катарино по стилистическим особенностям.

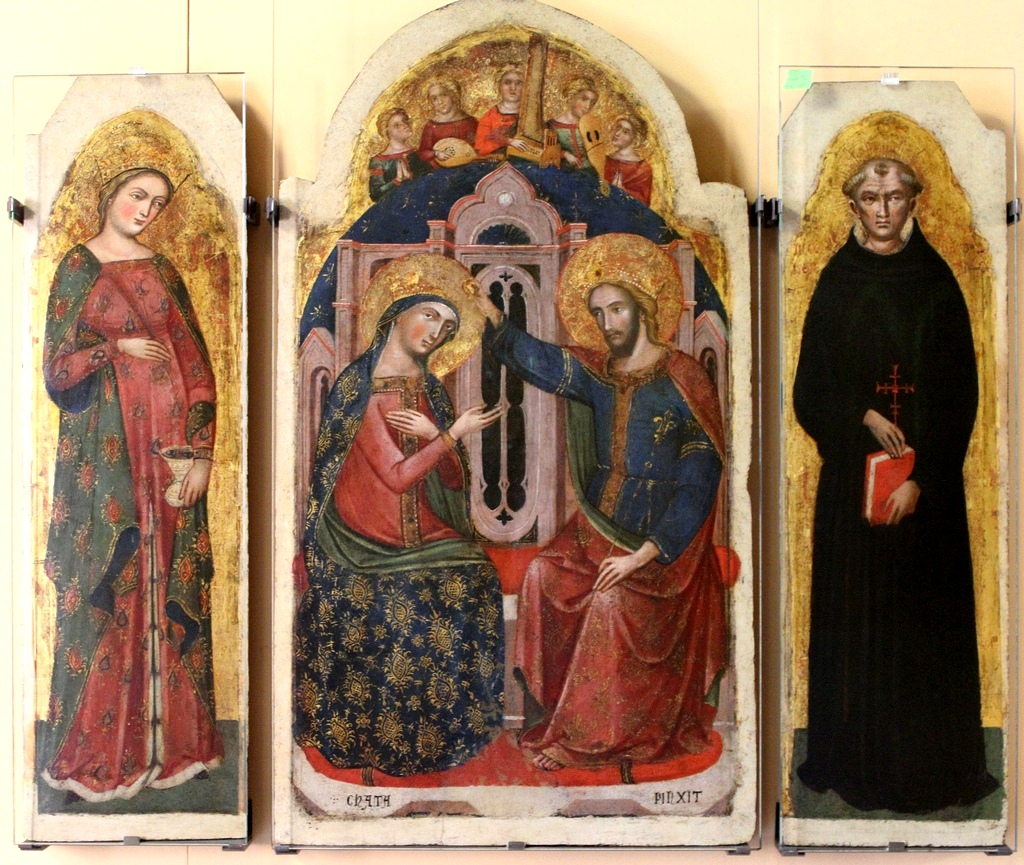
Триптих «Коронование Марии, св. Лючия и св. Николай Толентинский». Галерея Академии, Венеция.

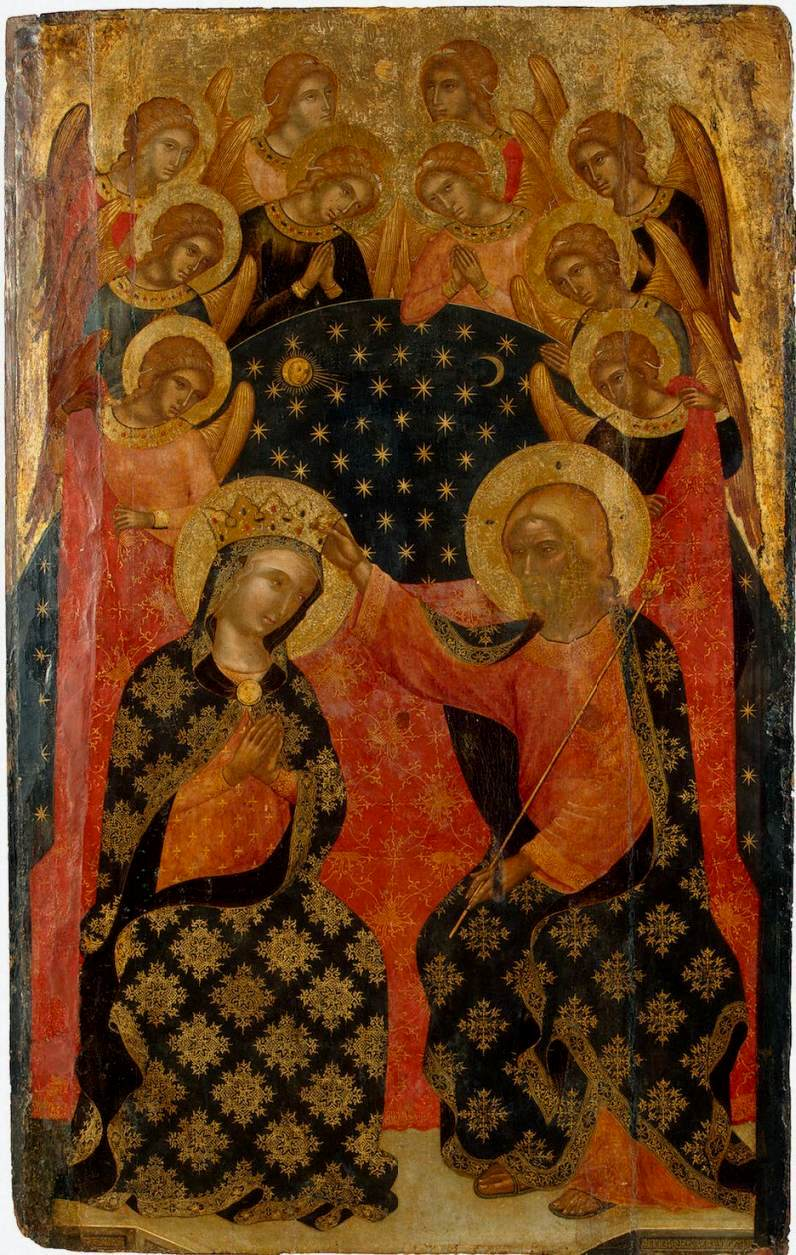
Коронование Марии. 1360-е. Эрмитаж, Санкт-Петербург.
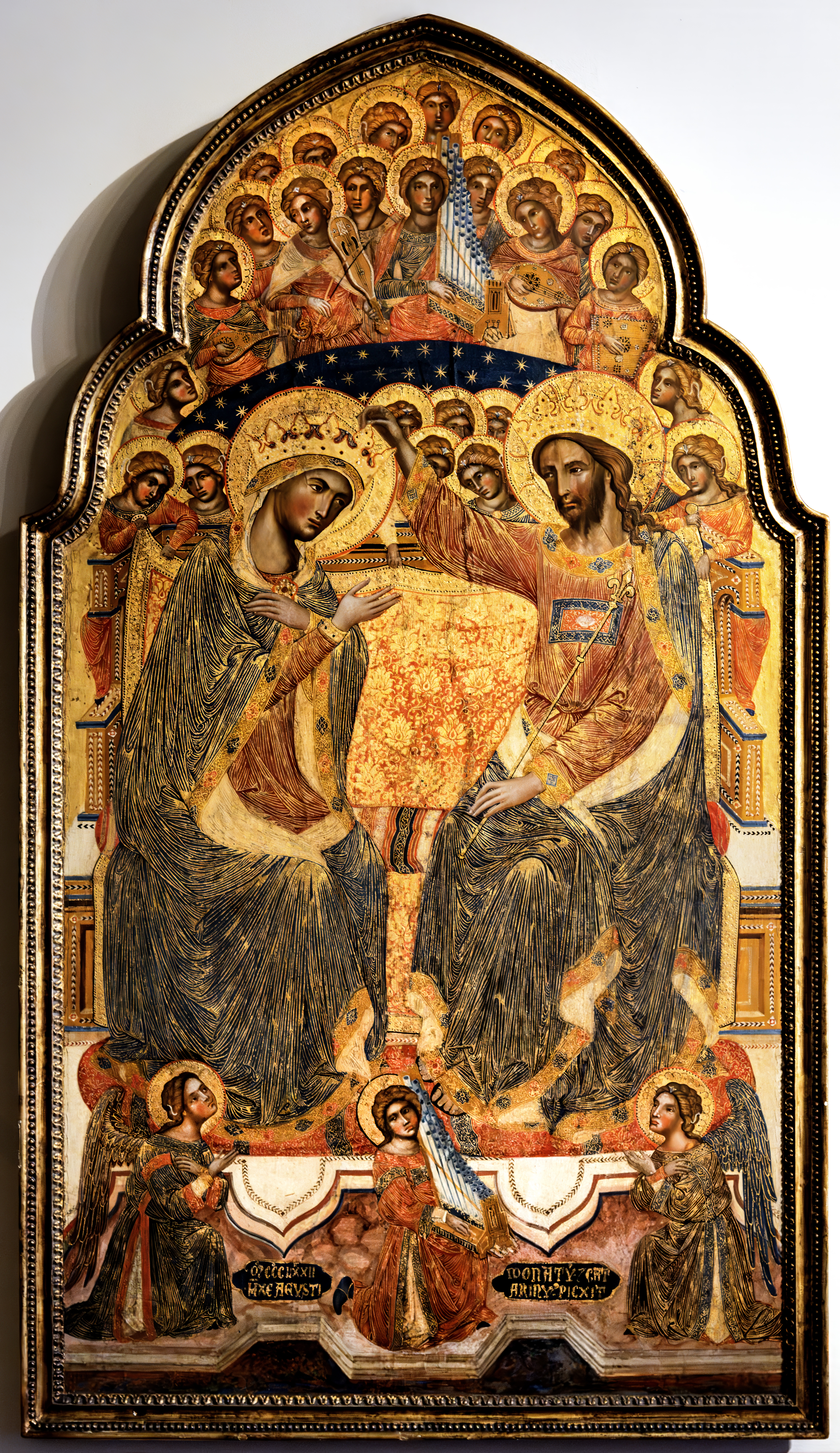
Донато и Катарино. Коронование Марии. 1372. Галерея Кверини Стампалья, Венеция.
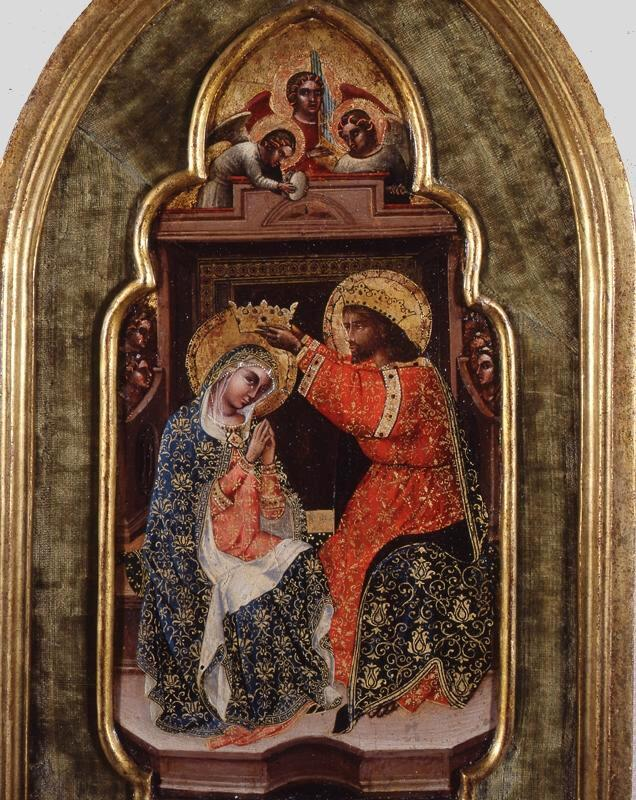
Коронование Марии. Коллекция Лингенаубер, Монако.

Следующей работой, имеющей точную дату и подпись художника, является «Коронование Марии и ангелы» из Галереи Академии, Венеция. Икона имеет средние размеры (89×58 см) и написана Катарино без участия партнёра. При сравнении с более академичным «Коронованием Марии», созданным совместно с Донато, бросается в глаза некоторая провинциальность в исполнении. Христос и Мария в одинаковых одеждах восседают на троне, застеленном златотканым ковром, который поддерживают ангелы. На небесной сфере расположился небольшой ансамбль — трио ангелов, играющих на мандолине, органе и скрипке. На картине сохранилась надпись MCCCLXXV.D.MEXE / MARCO. CATARINUS. / PINXIT. 1375 год по венецианскому календарю соответствует 1376 году. Исследователи предполагают, что ранее эта икона была центральной панелью триптиха или более сложного алтарного образа.
Большой триптих «Коронование Марии» (257×190 см) кисти Катарино хранится в Галерее Академии, Венеция. На нём вновь можно видеть сюжет, чрезвычайно популярный в венецианской живописи XIV века. Слева от главной сцены изображена фигура св. Лючии, справа — св. Николая Толентинского. В нижней части центральной панели сохранилась надпись CHATA / PINXIT (Ката[рино] написал). Ранее триптих служил алтарной картиной в венецианской церкви.

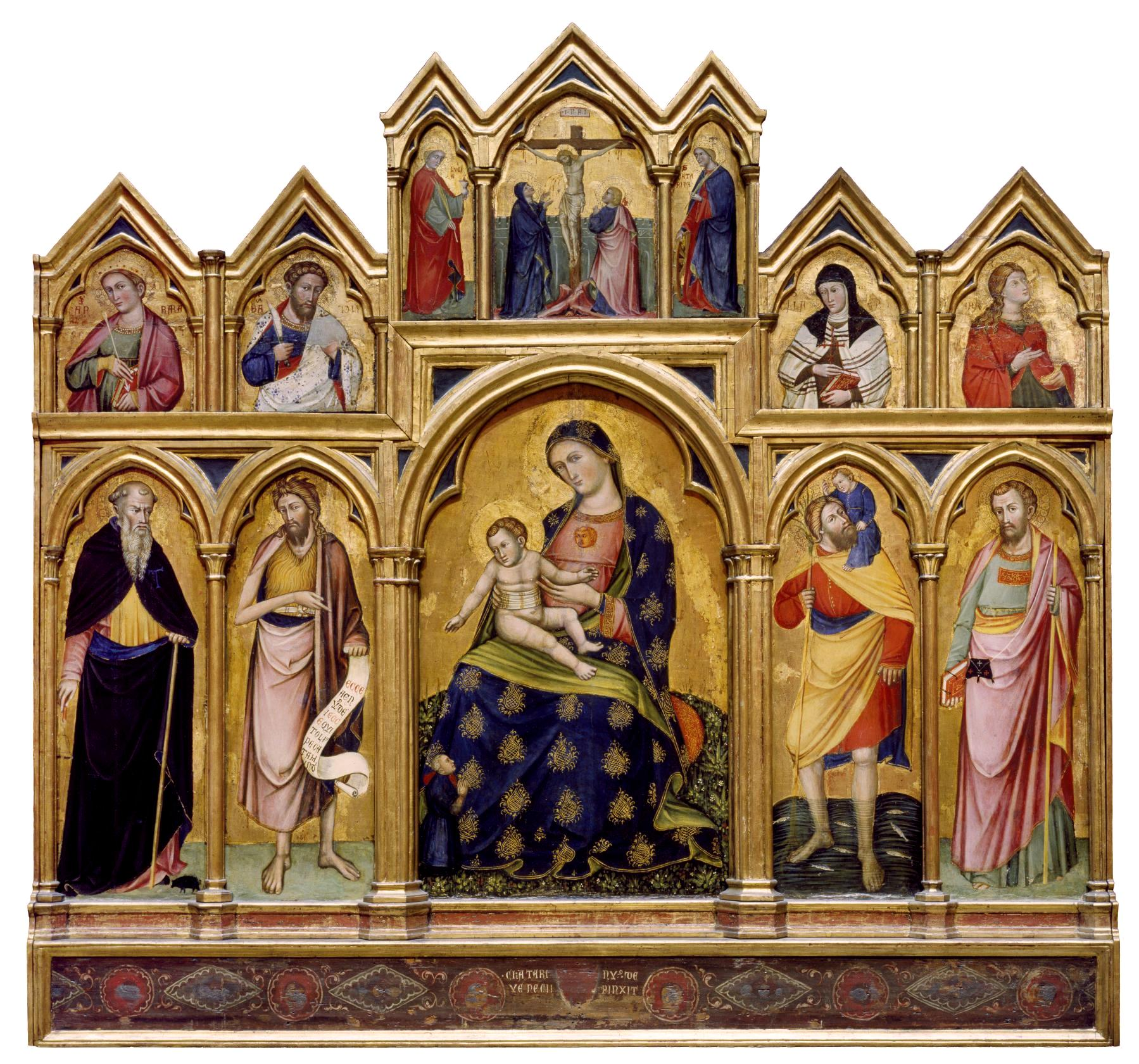
Полиптих. Галерея Уолтерс, Балтимор.

Существует только один сохранившийся целиком, по-настоящему сложный и большой алтарь (176,5×185,9 см), расписанный Катарино; он находится в Балтиморе, Галерея Уолтерс. Художник не обозначил дату его создания, но оставил подпись CHATARI / NVS. DE / VENECII / PINXIT. (Катарино из Венеции написал). К сожалению ниже этой надписи красочный слой утрачен; учёные предполагают, что там было имя заказчика полиптиха — он изображён предстоящим на коленях возле ног Богородицы со сложенными в молитве руками. Мария обряжена в платье с изображением солнца на груди, что по всей вероятности является прямой аллюзией фразы из «Откровения» Иоанна (12-1;«И явилось на небе великое знамение — жена, облеченная в солнце»). «Жена, облеченная в солнце» и Богородица понимались в то время как символ христианской церкви. Марию окружают святые, расположенные на двух уровнях; в главном ряду слева от Богоматери стоят св. Антоний-аббат и Иоанн Креститель, справа — св. Христофор и св. Яков-старший. Прямо над изображением Богородицы находится Распятие с предстоящими Марией и Иоанном, слева и справа от него — св. Лючия с лампой и св. Екатерина Александрийская с колесом, на котором её казнили. Верхний ряд занимают полуфигуры святых (слева направо) Урсулы, Варфоломея, Клары и Варвары (надписи рядом с изображениями Урсулы и Варвары, по всей вероятности, ошибочны, так как атрибутом Урсулы является стрела, а атрибутом Варвары — дарохранительница, которую она держит в руках). Исследователи видят в полиптихе влияние Лоренцо Венециано, художника, более решительно отходившего от византийской манеры и прививавшего венецианской живописи богемский «сладкий стиль». Произведение датируют 1380-ми годами.
Согласно архивным документам, в 1386 году Катарино вместе с Донато и Пьетро ди Никколо (отцом более известного венецианского художника Николо ди Пьетро) был приглашён для работ в монастыре бенедиктинцев Задара. С пребыванием Катарино в бывшей Далмации, из-за которой в его времена венецианские дожи долго боролись с венгерскими королями, исследователи связывают ряд произведений, хранящихся в музеях Хорватии и Словении. Среди них большой расписной Крест (348×250 см; Задар, Коллекция религиозного искусства), выполненный по всем канонам изображения распятий XIII—XIV веков. Сохранились также несколько панелей от полиптиха: св. Пётр, св. Павел и Иоанн Креститель (все происходят из ц. Вознесения Марии г. Добрна, и хранятся в музее г. Любляна; атрибуция Ф. Дзери).
Среди приписываемых Катарино работ есть несколько изображений «Мадонны с младенцем». Будучи одинаковыми по названию, они, как правило, различаются по иконографическому типу. «Мадонна с младенцем» из Музея искусства (Кливленд) представляет собой вариант «Мадонны делла Латта», то есть «млекопитательницы», поскольку Богородица кормит грудью младенца Христа; она обряжена в платье с солнцем на груди, и таким образом её иконография вновь отсылает к строкам из «Откровения» Иоанна. В «Мадонне с младенцем» из Музея религиозного искусства (Сан Лео; 79×58 см) Богоматерь изображена с яблоком в руке. Такой иконографический тип получил в Италии название «Мадонна делла Мела», или «яблочная Мадонна». Яблоко изначально было символом первородного греха, однако в руках Мадонны с младенцем оно превратилось в символ искупления греха. Иконография «Мадонны с младенцем» из Музея искусства (Аллентаун; (41×32 см) представляет собой старинный византийский тип Glykophilousa, то есть «сладколобзающая»; младенец изображался тесно прижавшимся к щеке Марии.

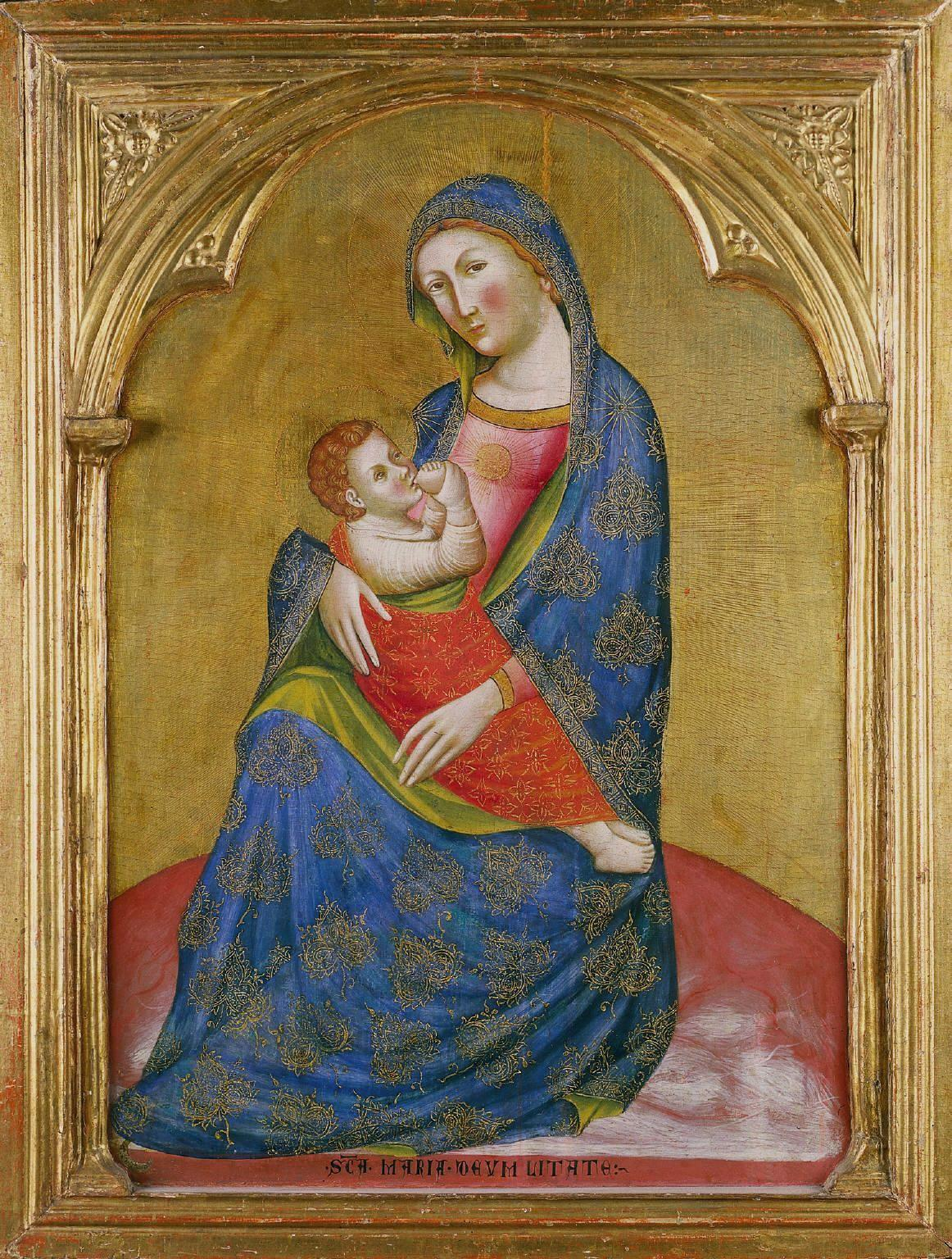
Мадонна Смирение. Конец 1370-х, Кливленд, Музей искусства.
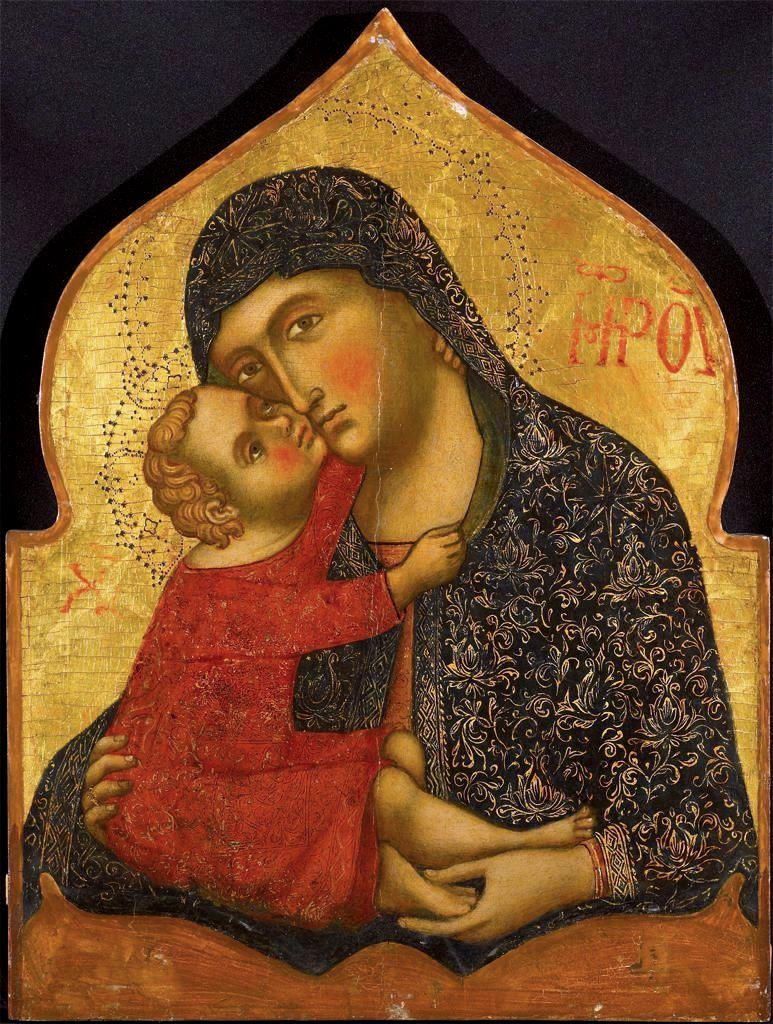
Мадонна с младенцем. Музей искусства, Аллентаун.
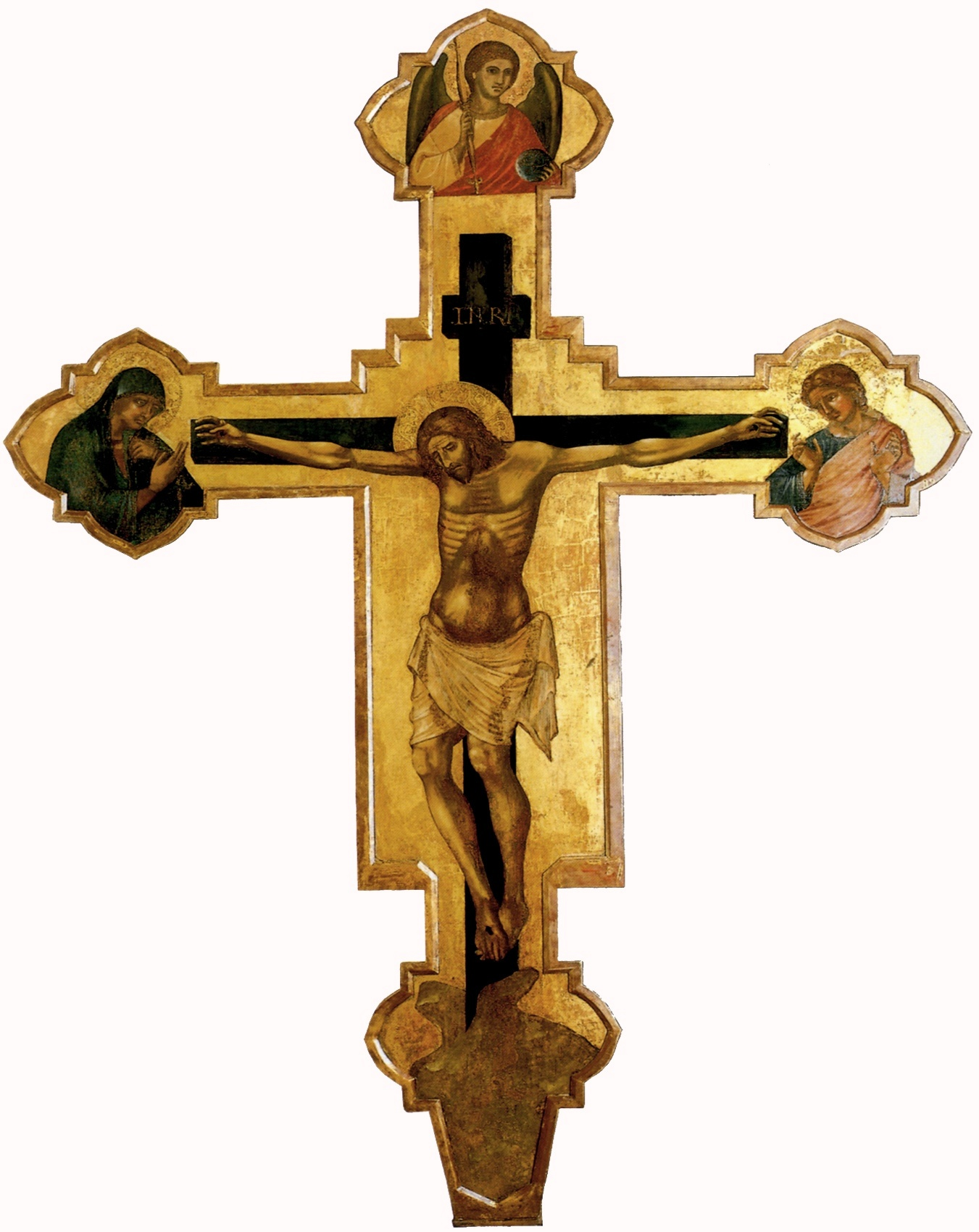
Расписной крест. Задар, Коллекция религиозного искусства.

Кроме перечисленных работ, Катарино приписывают:
- Коронование Марии/Распятие; 66×31,7 см; портативный триптих, Государственная галерея, Прага.
- Мадонна с младенцем; 34×28 см, ранее хранилась в коллекции Сестьери, Рим.
- Триптих «Мадонна с младенцем и святыми»; Пьеве ди Кадоре (Венето), ц. Санта Мария Нашенте.
- Мадонна Смирение; Национальный музей Палаццо ди Венеция, Рим.
- Мадонна Смирение; ц. Сан Франческо делла Винья, Венеция.
- Мадонна Смирение; Пинакотека, Фаэнца.
- Мадонна с младенцем на троне; Музей округа, Пеннабили.
- Распятие; приходская церковь в Кадонеге (Падуя).
- Мадонна с младенцем, 50,3×42 см, Музей искусства, Вустер (Массачусетс).
- Три панели от полиптиха, местонахождение которых сегодня неизвестно: Св. Урсула, Св. Мария Магдалина и неизвестный Святой-мученик (написаны совместно с Донато).

Катарино ди Марко был продолжателем византийской традиции в венецианской живописи. Несмотря на духовное величие и превосходные декоративные качества его произведений, они, на фоне того, что происходило во второй половине XIV века в живописи Венето, выглядели уже некоторым анахронизмом. В 1360—1370-х годах в Венецию несколько раз приезжал падуанский художник Гварьенто ди Арпо, создав великолепные, полные готического изящества произведения. Однако работы Гварьенто, коими так восхищались венецианцы, не оказали существенного влияния на живопись Катарино, представлявшую собой традиционное церковное искусство, которое постепенно сдавало свои позиции, теряя спрос на художественном рынке под напором новых веяний из Тосканы и северных стран.